# Aven d’Orgnac
Aven d’Orgnac – jaskinia krasowa we Francji, w Masywie Centralnym.
W Aven d’Orgnac występuje ciąg obszernych korytarzy oraz wielkich komór. W jaskini znajduje się niezwykle bogata szata naciekowa.